# قرة بلاغ عليا
قرة بلاغ عليا هي قرية في مقاطعة شاهين دج، إيران. عدد سكان هذه القرية هو 200 في سنة 2006.